# Camponotus bifossus
Camponotus bifossus é uma espécie de inseto do gênero Camponotus, pertencente à família Formicidae.